# Ricardo Río Díaz
Ricardo Río Díaz (* 1866 in Mérida; † 1901 ebenda) war ein mexikanischer Pianist, Komponist und Musikpädagoge.

## Leben
Das pianistische Talent Diaz’ wurde von Pablo Castellanos León entdeckt, der sein erster Lehrer wurde. Ab 1891 setzte er seine Ausbildung in Paris bei Isidor Philipp und Georges Mathias fort. Nach seiner Rückkehr nach Mexiko 1892 gab er ein Konzert mit Werken von Robert Schumann und Frédéric Chopin und profilierte sich in der Folgezeit als bedeutender Vertreter der musikalischen Romantik in Mexiko. Er gründete die Sociedad Artística, die der Symphoniebewegung Yukatans entscheidende Impulse gab, und eine der ersten Kammermusikgruppen Méridas. Später widmete er sich dem Klavier- und Kompositionsunterricht. Für das Klavier komponierte er Bagatellen, Mazurken „de concierto“, Walzer, Märsche und Tänze.